# Laugar
Laugar är en ort i republiken Island.  Den ligger i regionen Norðurland eystra, i den nordöstra delen av landet, 270 km nordost om huvudstaden Reykjavik. Laugar ligger 40 meter över havet och antalet invånare är 109.
Laugar utvecklades kring termiska källor, därav dess namn, som på isländska betyder "varma källor". Laugar ligger vid turistvägen Diamond Circle. I dess närhet finns det kända turistattraktioner: Vattenfallet Goðafoss  (cirka 10 kilometer västerut) och sjön Mývatn (ca 20 kilometer åt sydost). 